# Liste der Prähistoriker und Mittelalterarchäologen an der Humboldt-Universität zu Berlin
In der Liste der Prähistoriker und Mittelalterarchäologen an der Humboldt-Universität zu Berlin werden alle Hochschullehrer aufgeführt, die an der Friedrich-Wilhelms-Universität und deren Nachfolgerin, der Humboldt-Universität zu Berlin in diesem Fachbereich lehrten und lehren. Das umfasst im Regelfall alle regulären Hochschullehrer, die Vorlesungen halten durften, also habilitiert waren. Namentlich sind das Ordinarien, Außerplanmäßige Professoren, Juniorprofessoren, Gastprofessoren, Honorarprofessoren, Lehrstuhlvertreter und Privatdozenten. Archäologen des Mittelbaus (Dozenten: Assistenten und Mitarbeiter) sind nur in begründeten Ausnahmefällen berücksichtigt.
1902 wurde in Berlin eine Professur für „Deutsche Archäologie“ eingerichtet. Es war die erste dieser Art weltweit. Noch gab es keinen eigenen Lehrstuhl. Dieser wurde 1934 eingerichtet. Nach dem Zweiten Weltkrieg wurde die universitäre Ausbildung im Fach Ur- und Frühgeschichte an der Humboldt-Universität 1953 wieder aufgenommen. Seit 1968 gehört der Bereich der Sektion für Geschichte an. Es war zu dieser Zeit neben Halle (Saale) der einzige Ort in der DDR, wo man dieses Fach studieren konnte. Nach der Wende verblieb das Fach bei der Geschichtswissenschaft. 1991 wurden ein Lehrstuhl und eine weitere Professur eingerichtet, von denen die Professur 2001 auf Grund der finanziellen Situation gestrichen wurde, der Lehrstuhl war seit 2007 nur noch als Vertretungsprofessur besetzt. 2011 wurde der Lehrstuhl geschlossen.
Angegeben ist in der ersten Spalte der Name der Person und ihre Lebensdaten, in der zweiten Spalte wird der Eintritt in die Universität angegeben, in der dritten Spalte das Ausscheiden. Spalte vier nennt die höchste an der Humboldt-Universität zu Berlin erreichte Position. An anderen Universitäten kann der entsprechende Dozent eine noch weitergehende wissenschaftliche Karriere gemacht haben. Die nächste Spalte nennt Besonderheiten, den Werdegang oder andere Angaben in Bezug auf die Universität oder das Institut. In der letzten Spalte werden Bilder der Dozenten gezeigt, was derzeit aufgrund der Bildrechte jedoch schwer ist.
| Wissenschaftler                 | von  | bis  | Funktionen                 | Bemerkungen | Bild |
| ------------------------------- | ---- | ---- | -------------------------- | --- | ---- |
| Gustaf Kossinna (1858–1931)     | 1902 | 1931 | Ordentlicher Professor     | ursprünglich Germanist und Bibliothekar; 1902 Inhaber der ersten Professur für „Deutsche Archäologie“ in Deutschland; Schöpfer der so genannten „Siedlungsarchäologischen Methode“ |      |
| Alfred Götze (1865–1948)        | 1908 | 1928 | Ordentlicher Professor     | Museumsarchäologe; 1908 Titularprofessor, 1920 ordentlicher Professor; 1931 Vorsitzender der Gesellschaft für Deutsche Vorgeschichte; 1890 erster Wissenschaftler, der für das Fach promoviert wurde; Fachmann für die Vorgeschichte vom Neolithikum bis zur Völkerwanderungszeit |      |
| Max Ebert (1879–1929)           | 1927 | 1929 | Professor                  | 1906 bis 1914 Wissenschaftlicher Mitarbeiter; 1927 Professor für Vorgeschichte; Fachmann für baltische und südrussische Prähistorik |      |
| Wilhelm Unverzagt (1882–1971)   | 1928 | 1945 | Honorarprofessor           | 1928 Lehrbeauftragter, 1932 Honorarprofessor; 1926 Direktor des Museum für prähistorische Archäologie in Berlin; leitete seit 1926 mit dem Museum für Vor- und Frühgeschichte in Berlin das damals größte Museum für Ur- und Frühgeschichte; Gründer des Instituts für Vor- und Frühgeschichte an der Akademie der Wissenschaften der DDR                                                                                |      |
| Hans Reinerth (1900–1990)       | 1934 | 1945 | Ordinarius                 | erster Inhaber des Lehrstuhls; betrieb Forschungen im Sinne der nationalsozialistischen Ideologie, Leiter des Reichsbundes für Deutsche Vorgeschichte |      |
| Karl-Heinz Otto (1915–1989)     | 1951 | 1980 | Ordentlicher Professor     | 1951 Lehrbeauftragter, 1954 Dozent, 1955 Professor mit vollem Lehrauftrag, 1960 Ordentlicher Professor, 1980 emeritiert; 1954 bis 1968 Direktor des Institut; 1952 bis 1961 Direktor der Abteilung für Ur- und Frühgeschichte im Museum für Deutsche Geschichte Berlin; 1961 bis 1963 Dekan der Philosophischen Fakultät der HU Berlin; seit 1968 auch in mehreren Positionen an der Akademie der Wissenschaften der DDR |      |
| Heinz Grünert (1927–2010)       | 1954 | 1992 | Ordentlicher Professor     | 1954 planmäßiger Wissenschaftlicher Aspirant, 1954 Wissenschaftlicher Assistent, 1969 Hochschuldozent, 1975 Ordentlicher Professor; 1968 bis 1992 Leiter des Wissenschaftsbereiches Ur- und Frühgeschichte an der HU Berlin; 1964 bis 1992 verantwortlicher Redakteur der Ethnographisch-Archäologischen Zeitschrift |      |
| Paul Grimm (1907–1993)          | 1955 | 1972 | Professor                  | 1955 Professor |      |
| Ruth Struwe (* 1946)            | 1973 | 2007 | Privatdozentin             | 1973 Promotion, Wissenschaftliche Mitarbeiterin, 1989 Habilitation, 1990 ordentliche Hochschuldozentin, 1994 Privatdozentin; Fachfrau für Urgeschichte |      |
| Achim Leube (* 1936)            | 1992 | 2001 | Professor                  | mit Johan Callmer erster Hochschullehrer am Seminar nach der Neuordnung der Universität 1992; Fachmann für die germanische Prähistorik |      |
| Johan Callmer (* 1945)          | 1993 | 2007 | Ordinarius                 | Schwede; mit Achim Leube erster Hochschullehrer am Seminar nach der Neuordnung der Universität 1992; Fachmann für Mittelalterarchäologie vor allem des Ostseeraumes |      |
| Jörg Kleemann (* 1962)          | 1994 | 2025 | Privatdozent               | 1994 Lehrbeauftragter, 2002 Privatdozent, 2006 Professor in Lublin und Privatdozent in Berlin; Fachmann für die Völkerwanderungszeit und die Frankenzeit |      |
| Michael Meyer (* 1959)          | 1994 | 2007 | Privatdozent               | 1994 Wissenschaftlicher Mitarbeiter, 2005 Privatdozent; Grabungsarchäologe, Fachmann für die Vorgeschichte von den Steinzeiten bis zur Völkerwanderungszeit |      |
| Claudia Theune-Vogt (* 1959)    | 1994 | 2007 | Privatdozentin             | 1994 Wissenschaftliche Assistentin, 2001 Privatdozentin und Wissenschaftliche Oberassistentin; Fachfrau für frühmittelalterliche Archäologie |      |
| Eike Gringmuth-Dallmer (* 1942) | 1996 | 2025 | Außerplanmäßiger Professor | 1996 Privatdozent, 2002 Außerplanmäßiger Professor; Fachmann für mittelalterliche Archäologie und Fachgeschichte |      |
| Jürgen Kunow (* 1953)           | 1995 | 2025 | Honorarprofessor           | 1992 Landesarchäologe von Brandenburg, 2004 Leiter des Rheinischen Amtes für Bodendenkmalpflege; 2003 Vorsitzender des Verbandes der Landesarchäologen |      |
| Ines Beilke-Voigt (* 1966)      | 1997 | 2025 | Privatdozentin             | 1997 Wissenschaftliche Mitarbeiterin, 2004 Privatdozentin; Fachfrau für die Bronze- und Eisenzeit |      |
| Norbert Benecke (* 1954)        | 2001 | 2025 | Honorarprofessor           | Archäozoologe; Referent für Archäozoologie am Deutschen Archäologischen Institut |      |
| Uta Halle (* 1956)              | 2001 | 2008 | Privatdozentin             | 2001 Privatdozentin; Fachfrau für die Archäologie des Mittelalters und der Neuzeit |      |
| Felix Biermann (* 1969)         | 2007 | 2011 | Professor                  | 2007 Vertretungsprofessor; Fachmann für die Archäologie der Slawen und Siedlungsarchäologie |      |